# Cephalanthera kotschyana
Cephalanthera kotschyana är en orkidéart som beskrevs av Jany Renz och Gerd Taubenheim. Cephalanthera kotschyana ingår i släktet skogsliljor, och familjen orkidéer. Inga underarter finns listade i Catalogue of Life.